# Biomoleculă

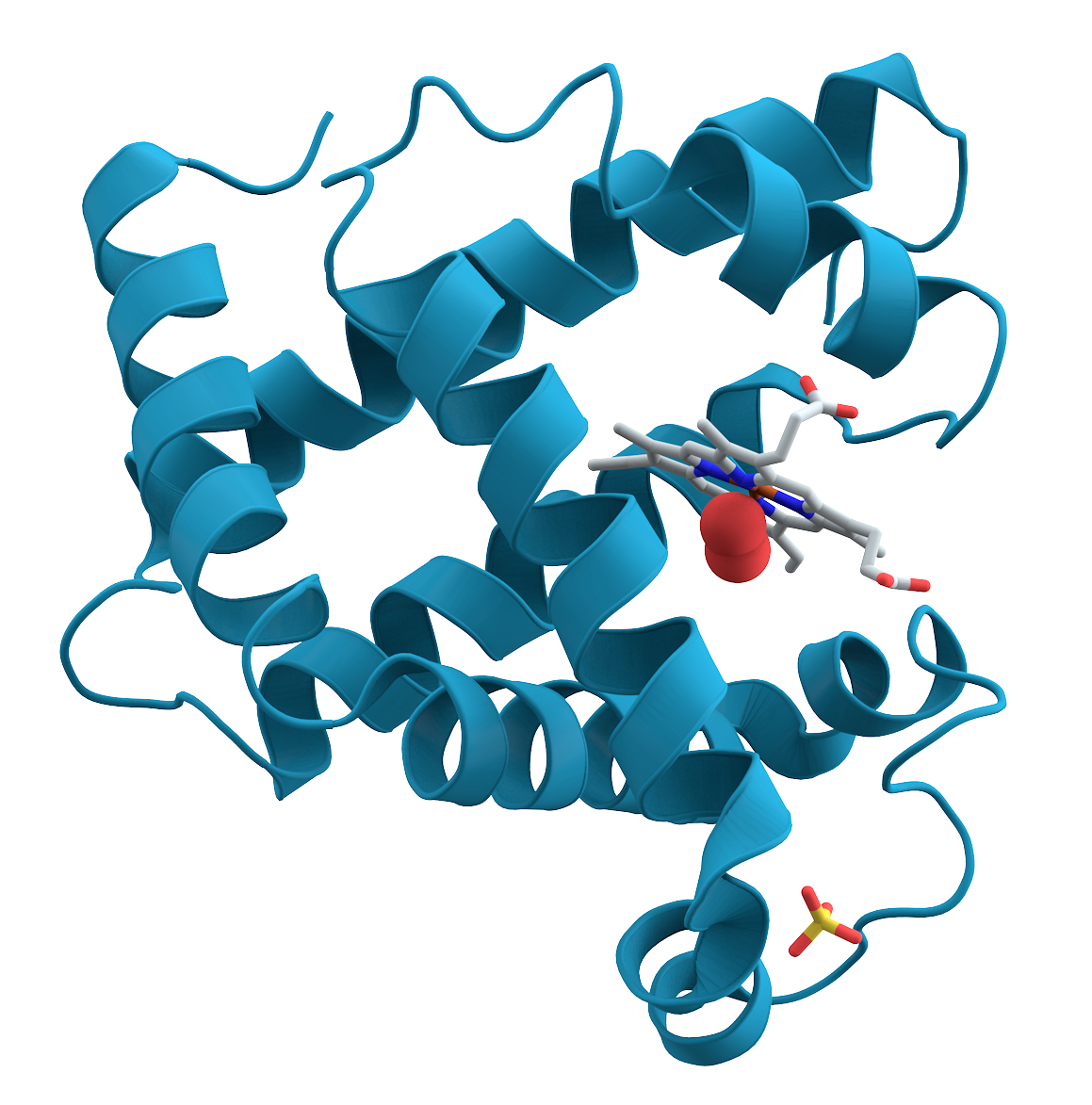
Reprezentarea structurală tridimensională a biomoleculei numite mioglobină

O biomoleculă este o moleculă care a fost produsă de către un organism viu, unele exemple fiind macromoleculele, cum sunt proteinele, polizaharidele, lipidele și acizii nucleici.